# Ramon Leeuwin
Ramon Leeuwin (ur. 1 września 1987 w Amsterdamie) – holenderski piłkarz występujący na pozycji obrońcy. Od 2020 gra w AZ Alkmaar.

## Kariera klubowa
Ramon Leeuwin swoją seniorską karierę rozpoczął w 2006 roku w FC Utrecht, w którym występował do 2008 roku. W sezonie 2008/2009 przeszedł do AGOVV Apeldoorn w którym grał do 2010 roku, gdy rozpoczął grę dla ADO Den Haag. 1 lipca 2013 roku przeszedł do SC Cambuur. W 2014 wrócił do FC Utrecht. W latach 2018–2020 grał w Odense BK, a latem 2020 przeszedł do AZ Alkmaar